# La Garita, Juchitepec
La Garita är en ort i kommunen Juchitepec i delstaten Mexiko i Mexiko. La Garita hade 180 invånare vid folkräkningen år 2020.